# تاباكولو زيمري
تاباكولو زيمري (الاسم العلمي: Scytalopus zimmeri) (بالإنجليزية: Zimmer's Tapaculo)‏ هو نوع من الطيور يتبع جنس التاباكولو من فصيلة التاباكولات.